# 胡良機
胡良機（?—?），字省之，别号念麓，江西南昌府南昌縣人。

## 生平
万历四十年（1612年）壬子科江西鄉試第八十六名舉人，四十四年（1616）丙辰科进士，刑部觀政，四十五年授临淄知县，四十七年調益都知县，天啓元年（1621年）本省同考，二年行取考选，擢授貴州道御史，四年巡按湖廣，曾疏論客氏、魏忠贤，又請停内操。天啓五年以年例遷廣東參議，又調浙江温處道參議，良機方按貴州，不俟代而去，遂斥為民。
崇禎元年（1628年）起山西道御史，巡按廣東，二年巡按宣大二鎮兼摄學政。升廣東副使。年滿當代，褒以敏練，令復廵一年，尋為中官王坤劾罷，崇祯四年革职。久之，起光禄典簿，終南京吏部主事。

## 家族
曾祖胡英。祖父胡汝鲸，父胡钦远。

## 引用
1. ↑  《萬曆四十四年丙辰科進士履歷》：胡良機，念麓，書一房，辛卯七月二十二日生。南昌人，壬子八十六，会一百三十二，三甲一百五十名。刑部政，丁巳授临淄知县，己未調益都知县，辛酉本省同考，壬戌行取考选，授貴州道御史，甲子湖廣巡按，乙丑升廣東参议，本年調浙江温处参议，本年为民，戊辰起廣東参政，除山西道，己巳宣大巡按，壬申革职。